# William C. Redfield
William Cox Redfield (18 de junho de 1858 — 13 de junho de 1932) foi um político norte-americano do partido Democrata.

## Vida
Exerceu como o primeiro secretário de Comércio dos Estados Unidos de 1913 a 1919, após a divisão do Departamento de Comércio e Trabalho dos Estados Unidos da América. Anteriormente, Redfield serviu como representante norte-americano de Nova Iorque de 1911 a 1913 e, sem sucesso, foi candidato Democrata à vice-presidência em 1912.

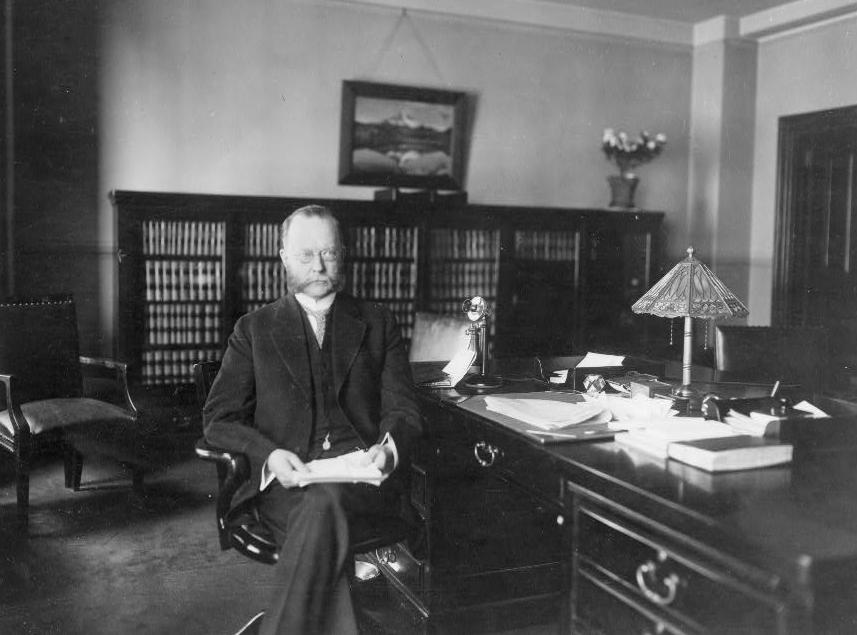
William C. Redfield em seu escritório (c. 1913)

## Publicações
- With Congress and Cabinet (1924)